# Satsoerbliagrot
De Satsoerbliagrot (Georgisch: საწურბლიას მღვიმე) is een paleoantropologische vindplaats in van Georgië, gelegen bij het dorp Koemistavi van de gemeente Tskaltoebo (regio Imereti) op 287 meter boven zeeniveau. De karstgrot ligt een kilometer ten noorden van de vergelijkbare Prometheusgrot en werd voor het eerst opgegraven in 1976 door Aleksandre Kalandadze. De grot werd bewoond gedurende het laatpaleolithicum, neolithicum en kopertijd. Ook in de middeleeuwen werd de grot gebruikt als toevluchtsoord. 

## Morfologie
De Satsoerbliagrot is een kalksteengrot in het Sataplia-Tskaltoebo-karstmassief. In de grot zijn veel stalactieten, stalagmieten, travertijnen en grote kalksteenklompen te vinden. De ingang van de grot is 6 meter breed. De eerste grottunnel is 80 meter lang en heeft een helling van 12 tot 150 graden. De tunnel verloopt in treden van 1 - 1,5 meter hoogte. Op 125 meter van de ingang bevindt zich een 5 meter dikke platte plaat in een grote hal van 30 bij 25 meter. 

## Fauna
De grot wordt bewoond door springstaarten van het geslacht Plutomurus en glansslakken. 

## Archeologie
Prehistorische mensen bewoonden de grot voor het eerst tussen 25.500 en 24.400 BP. Na een onderbreking gedurende het laatste glaciale maximum vond de volgende periode van menselijke bewoning plaats van ongeveer 17.000 tot 16.200 BP. 
In de grot werden stenen werktuigen, benen artefacten, houtskool, vlasvezels en aardewerk gevonden. De stenen artefacten vertonen overeenkomsten met vindplaatsen uit het oostelijke Epigravettien. Er werden ook geperforeerde hangers van stalagmiet en gepolijst runderbot ontdekt. Op de vindplaats zijn resten van gele, rode en bruine oker gevonden. 
In tegenstelling tot de meeste andere paleolithische vindplaatsen in Georgië die voornamelijk op de jacht op één soort gericht waren, lijken de mensen van Satsoerblia op een iets breder scala aan prooien te hebben gejaagd. De dierlijke resten die bij Satsoerblia zijn gevonden, bestonden voornamelijk uit wilde zwijnen, gevolgd door edelherten. Ook werden resten van oerossen, steppewisenten, West-Kaukasische toeren en reeën gevonden. Op de vindplaats werden ook resten van een bruine beer, een wolf, een vos en een bever gevonden. 

## Genetica
In 2013 vonden archeologen in de grot een fragment van een slaapbeen van een mens. Directe C14-AMS methode-datering van het bot leverde een geschatte ouderdom van 13.300 BP op. Onderzoekers hebben met succes DNA uit het rotsbeen van het slaapbeen gehaald en zijn erin geslaagd om genomen met een lage dekking te verkrijgen. 
Het individu uit Satsoerblia was een man met zwart haar en bruine ogen. Het was echter een van de eerste individuen waarvan werd vastgesteld dat ze het afgeleide HERC2-allel voor blauwe ogen droegen. Het Satsoerblia-individu had waarschijnlijk ook een lichte huid, aangezien hij het afgeleide SLC24A5-allel voor een lichte huid bleek te dragen. Het Satsoerblia-individu was ook lactose-intolerant en had niet het afgeleide EDAR-allel dat gewoonlijk wordt aangetroffen bij Oost-Aziaten en indianen.  
Het Satsoerblia-individu behoorde tot mtDNA-haplogroep K3 en Y-DNA-haplogroep J1-Y6313*. Ongeveer 1,7-2,4% van het DNA van het Satsoerblia-individu was van neanderthaler-oorsprong. 

### Kaukasische jagers-verzamelaars
Het Satsoerblia-individu lijkt genetisch gezien het meest op een individu daterend van rond 9.700 BP gevonden in de abri van Kotias Klde in Georgië. Samen vormen ze een genetisch cluster dat bekend staat als de Kaukasische jagers-verzamelaars (Caucasus Hunter-Gatherer, CHG).  
In vergelijking met moderne menselijke populaties staat het Satsoerblia-individu het dichtst bij de moderne bevolking van Georgië. 
De Kaukasische jagers-verzamelaars hebben via de westelijke steppeherders van de Jamnacultuur een aanzienlijke bijdrage geleverd aan de moderne Europese bevolking. Ongeveer de helft van het DNA van de Jamna-mensen was afkomstig van de Kaukasische jagers-verzamelaars, terwijl de andere helft afkomstig was van de oostelijke jagers-verzamelaars. De Kaukasische jagers-verzamelaars hebben ook genetisch bijgedragen aan de moderne Centraal-Aziaten en Zuid-Aziaten. 